# صلاح‌الدین علامه‌زاده
صلاح‌الدین علامه‌زاده (۱۴۰۰–۱۳۲۴) هنرمند معرق کار ایرانی بود.

## زندگی
صلاح‌الدین علامه‌زاده، در سال ۱۳۲۴ در بابل دنیا آمد و در سال ۱۳۵۳ در رشته مهندسی بهداشت از دانشکده بهداشت دانشگاه تهران فارغ‌التحصیل شد. او از طریق یکی از دوستانش با هنر معرق آشنا شد، تحت نظر اساتید مطرح آن زمان آموزش دید و به علت علاقه فراوان به این هنر تصمیم گرفت تدریس معرق را به عنوان شغل اصلی خود برگزیند.
علامه‌زاده از چهره‌های ماندگار کشور بود و ضمن همکاری با سازمان‌های هنری از جمله سازمان فرهنگی هنری شهرداری تهران، شاگردان بسیاری در حوزه هنر معرق در فرهنگسراهای تهران تربیت کرد. او بیش از ۴۰ سال رشته هنری معرق چوب را دنبال کرد و نزدیک به ۳۰ سال این هنر سنتی ظریف ایرانی را آموزش داد. حدود ۲۰۰ استاد در رشته معرق از محضر این استاد بهره برده‌است.
 یکی از کارهای این استاد تعلیم هنر معرق تحت نظارت و سبک خاص ایشان به نابینایان جوان بود که این کار در تاریخ هنر جهان به‌ویژه معرق سابقه نداشت و آثار این هنرمندان نابینا تاکنون در نمایشگاه‌های متعددی به نمایش گذاشته شده و تحسین بینندگان را برانگیخته است.
وی طی سال‌های فعالیتش نمایشگاه‌های متعدد معرق در داخل و خارج از کشور برگزار کرده‌است که در این میان می‌توان به نمایشگاه‌های کانادا، آلمان، انگلستان، فرانسه، اسپانیا، ایتالیا، امارات متحده عربی (ابوظبی)، هلند، دانمارک، سوئد، سوئیس و ژنو (محل استقرار سازمان ملل متحد) اشاره کرد که از سوی بازدیدکنندگان مورد استقبال قرار گرفته‌است.
در زمستان ۱۳۸۰، استاد علامه زاده نمایشگاهی را در زاگرب، کرواسی برگزار کرد و در بهار ۱۳۸۱ در پاسخ به دعوت وزارت فرهنگ کرواسی، کلاس‌های معرق را در دانشگاه عالی هنر زاگرب تشکیل داد و در آنها اصول برش و معرق چوب را به استادان دانشگاه و دانشجویان آموخت. وی از سوی مردم و دولت کرواسی مورد تقدیر قرار گرفت.

## درگذشت
صلاح‌الدین علامه‌زاده، استاد پیشکسوت و چهره ماندگار هنر معرق ۳۱ مرداد ۱۴۰۰ در سن ۷۶ سالگی درگذشت.